# Люблінська політехніка
Люблінська Політехніка — державний технічний вищий навчальний заклад в Любліні, що у Польщі. За даними світового рейтингу вищих шкіл Webometrics Ranking of World Universities, опрацьованого іспанським інститутом Consejo Superior de Investigaciones Científicas університет займає 10 місце в Польщі серед технічних навчальних закладів. Згідно цього ж рейтингу Люблінська Політехніка займає 24 місце серед усіх польських державних університетів (https://www.webometrics.info/en/Europe/Poland [Архівовано 4 лютого 2021 у Wayback Machine.]), а також 1563 місце у світі (світовий рейтинг державних університетів).
Згідно загальнопольського рейтингу "Perspektywy" університет займає 8 місце в Польщі серед технічних навчальних закладів (http://ranking.perspektywy.pl/2020/ranking/ranking-uczelni-akademickich/types/uczelnie-techniczne [Архівовано 5 лютого 2021 у Wayback Machine.]) та 31 місце серед усіх державних університетів Польщі (http://ranking.perspektywy.pl/2020/ranking/ranking-uczelni-akademickich [Архівовано 13 січня 2021 у Wayback Machine.]).
Варто відзначити, що вже декілька років поспіль Люблінська Політехніка є лідером в категорії "ІННОВАЦІЙНІСТЬ" (http://ranking.perspektywy.pl/2020/ranking/ranking-uczelni-akademickich/criteria/innowacyjnosc [Архівовано 1 грудня 2020 у Wayback Machine.]).
Люблінська Політехніка — один із п'яти державних навчальних закладів Любліна, проте єдиний вищий навчальний заклад технічного профілю. Привабливість Університету виражається передусім високим рівнем навчання і сучасною пропозицією освіти.
Люблінська Політехніка пропонує освітні програми на першому, другому та третьому ступені навчання.
Перша ступінь (І) - ліценціат (бакалавріат) - триває 6 семестрів / 3 роки та інженерна освіта - триває 7 семестрів / 3,5 роки.
Друга ступінь (ІІ) - магістратура триває 3 або 4 семестри (півтора або два роки) - в зажежності від того скільки Ви вчились на І ступені.
Третя ступінь (ІІІ) - аспірантура триває 4 роки. (http://sdwpl.pollub.pl/ [Архівовано 17 жовтня 2020 у Wayback Machine.])
Всі освітні напрямки Університету, на яких здійснюється навчання, отримали позитивну оцінку якості освіти Державної Акредитаційної Комісії:
Факультет будівництва і архітектури - А (5)
Факультет електротехніки і інформатики - А (5)
Факультет інженерії середовища - А (5)
Механічний факультет - А+ (5+)
Факультет основ техніки - В (4)
Факультет управління - В (4).
З часу створення Люблінська Політехніка здійснює підготовку інженерних кадрів і проводить наукові дослідження, в основному на потреби Любліна, регіону та країни в цілому.
Головні напрямки наукових досліджень, які зараз проводяться в навчальному закладі, пов'язані з розвитком конструкцій і технологій, охороною навколишнього середовища, а також економією матеріалів і енергії.
Люблінська Політехніка виконує експертизи і проводить консультаційну діяльність. Результатом досліджень в цих галузях є численні наукові публікації, а також патенти і захисні права.

## Історія
Люблінська Політехніка - державний університет, найбільший технічний університет у регіоні. Він був створений 13 травня 1953 року як вечірня інженерна школа за ініціативою люблінського технічного
середовища і інженерів.
Історія університету полягає, з одного боку, у динамічному розвитку академічного складу та збільшенні кількості студентів, а з іншого – вирішення локальних проблем. Спочатку використовувалось люб’язність і гостинність інших шкіл, установ та промислових підприємств. Лише 1959 року було ухвалено рішення про нове розташування університету в районі вул. Надбистшицької.
У результаті посилених зусиль, 28 квітня 1965 року, Вечірня інженерна школа була перетворена в Вищу інженерну школу, яка навчала на денній, вечірній та заочній формі. У 1973 році університет отримав право навчати на одноступеневих магістерських програмах. Важливою датою в історії університету став 1 серпня 1977 року - день заснування Люблінської Політехніки.
Першим факультетом університету був Механічний факультет. Вже в 1953/1954 навчальному році навчання розпочало понад 100 студентів. З часом, появилось переконання, що подальший розвиток університету був необхідним. Відповідно до ідеї творців школи - в намірі повноцінного технічного університету - кваліфікований інженерний персонал пройшов навчання в люблінському регіоні.
У 1963/1964 навчальному році був відділенний напрямок Електротехніка, а в 1964 році засновано факультет електротехніки за спеціальністю промислова електротехніка, сьогодні  - факультет електротехніки та інформатики.
У наступному році (1964/1965) був відкритий факультет цивільного будівництва, який в 1986 році був перейменований на факультет цивільної та санітарної інженерії, а у 2009 році - факультет будівництва та
архітектури.
У 1988 році був заснований четвертий факультет - «Управління і основ техніки», який у 2007 році був перетворений на факультет управління.
У 2004 році було засновано п’ятий факультет – Інженерії середовища.
Факультет основ техніки працює з 2007 року.
Сенат Люблінської Політехніки Ухвалою від 3 липня 2003 року встановив день 13 травня Святом Люблінської Політехніки.

## Ректори Політехніки
- проф. Станіслав Зємецький (1953–1956)
- проф. Станіслав Подкова (1956–1973)
- проф. Влодзімєж Сітко (1973–1981 та 1984–1990)
- проф. Якуб Мамес (1981–1982)
- проф. Анджей Веронський (1982–1984)
- проф. Влодзімєж Кролопп (1990–1993)
- проф. Іво Полло (1993–1996)
- проф. Казімєж Шабельскі (1996–2002)
- др.габ. інж., проф. ЛП Юзеф Кучмашевський (2002–2008)
- проф. др. габ. Марек Опєляк (2008—2012)
- проф. др. габ. інж. Пйотр Кацейко (2012—2020)
- проф. др. габ. інж. Збігнев Патер (2020 - зараз)

## Політехніка сьогодні

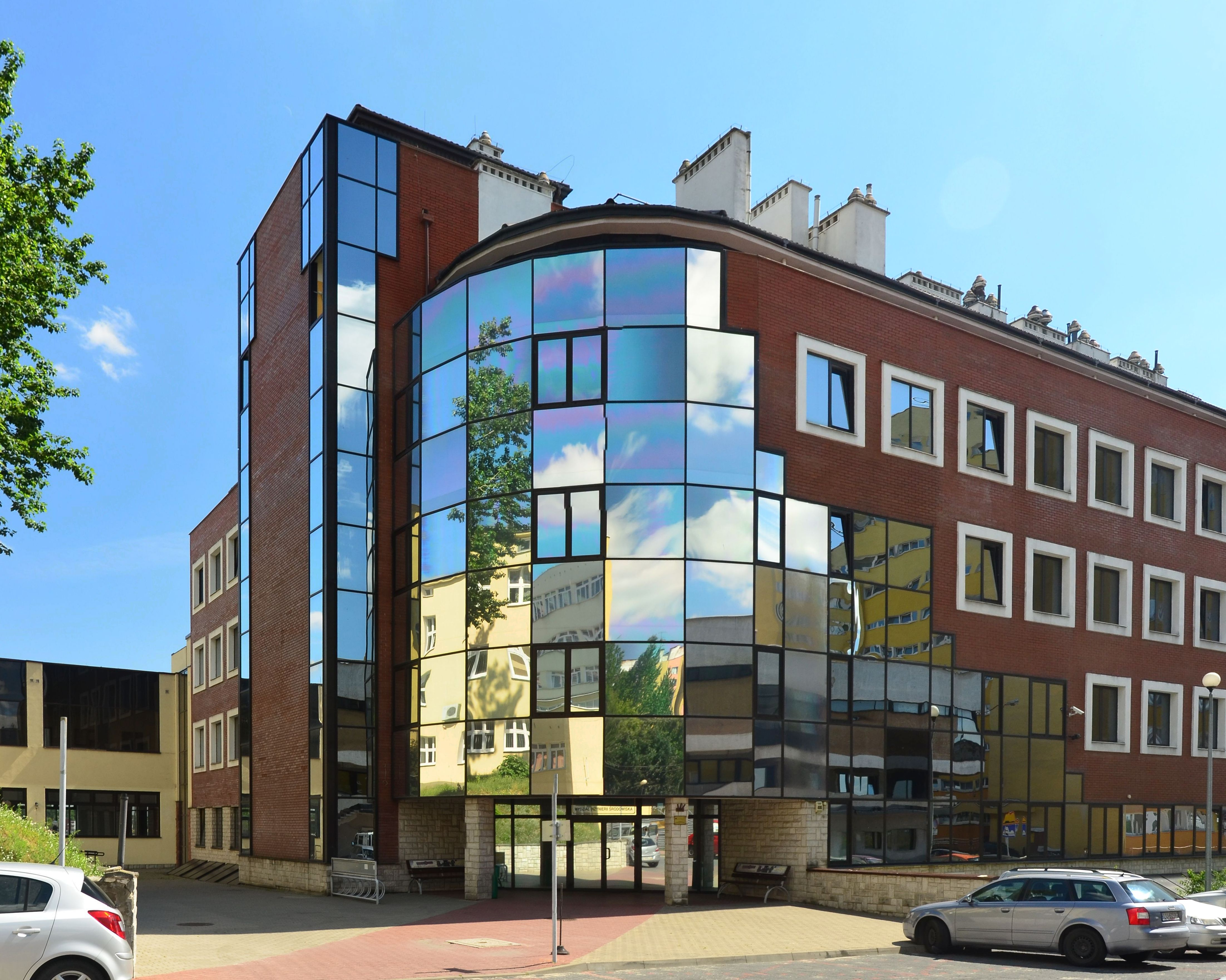
Відділ інженерії навколишнього середовища(Wydział Inżynierii Środowiska)

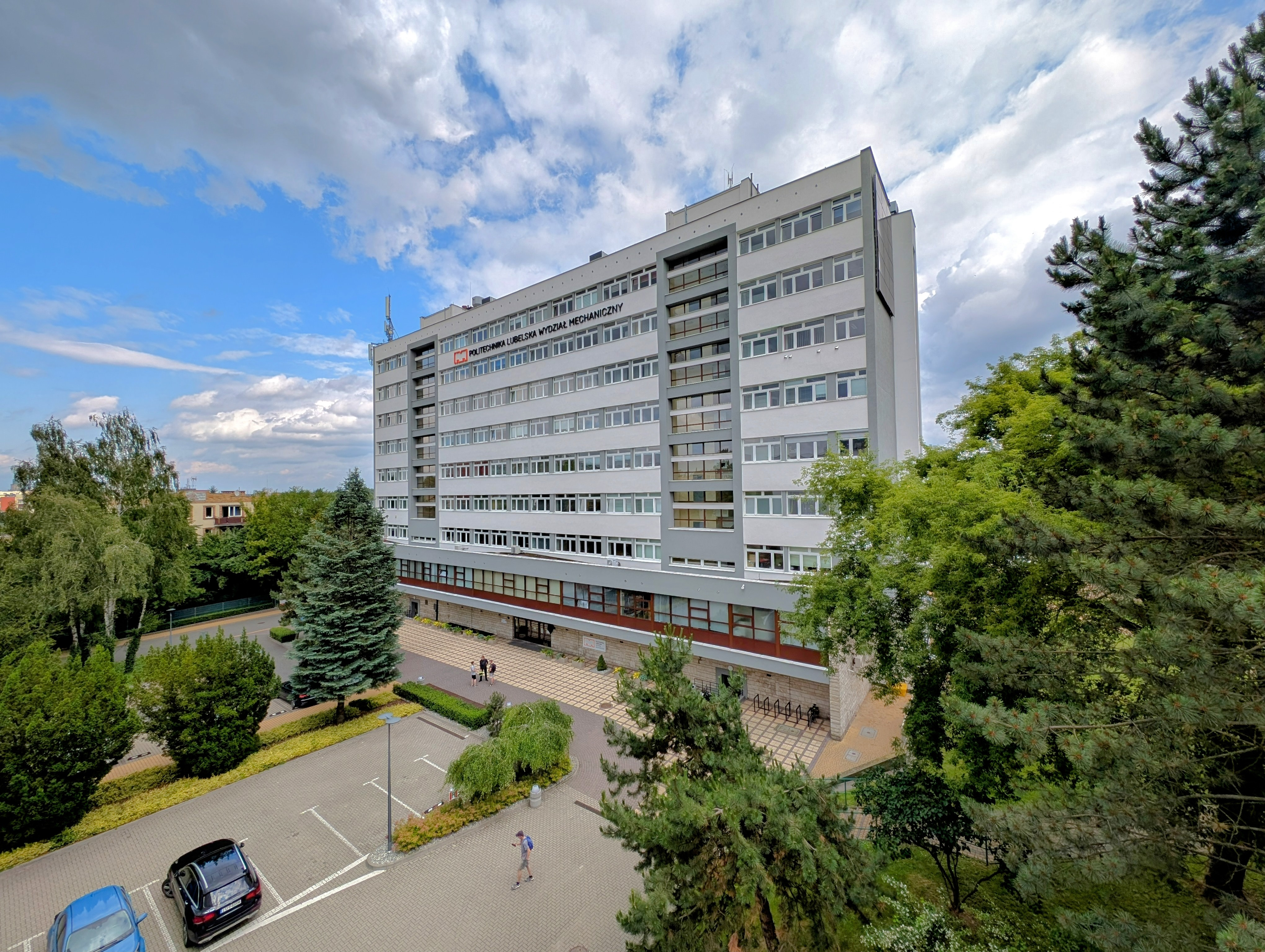
Найстарший відділ політехніки - Механічний(Wydział Mechaniczny)

Ректорський склад Люблінської Політехніки на роки 2020-2024:
- ректор – проф. др. габ. інж. Збігнев Патер
- проректор до справ загальних і розвитку – др. габ. інж. Даріуш Червіньський
- проректор до справ науки – проф. др. габ. інж. Войцєх Франус
- проректор до студентських справ – др. габ. інж. Павел Дрозьдзєль
- канцлер – інж. Веслав Сікора

Станом на 2021 рік Люблінська Політехніка складається з 6 факультетів, 24 напрямки.

### Факультети
1. Механічний факультет (біомедична інженерія, мехатроніка, механіка і машинобудування, транспорт, матеріалознавство, інженерія продукції, управління і інженерія продукції, робототехніка)
2. Факультет електротехніки та інформатики (електротехніка, інформатика, інженерські застосування інформатики в електротехніці, інженерія і мультимедія)
3. Факультет будівництва та архітектури (архітектура, будівництво)
4. Факультет інженерії навколишнього середовища (інженерія середовища, інженерія відновлювальних джерел енергії)
5. Факультет основ техніки (математика, інженерія безпеки, інженерія і аналіз даних, технічно-інформатичне навчання)
6. Факультет управління (фінанси і бухгалтерський облік, інженерія логістики, маркетинг і ринкова комунікація, управління).

## Річний курс польської мови
Річний підготовчий курс польської мови - з 2020/2021 навчального року Люблінська Політехніка запроваджує річний підготовчий курс польської мови для іноземців.
Курс включає заняття з польської мови, а також з математики, основ електротехніки і фізики, разом 630 академічних годин. Мета курсу підготовка іноземних кандидатів для навчання польською мовою в технічному університеті.
Випускник річного підготовчого курсу буде вміти використовувати польську мову - поточну і спеціалізовану технічну мову на тому рівні, що дозволяє навчатись в технічному університеті. Буде мати знання з математики, фізики і основ електротехніки, що в майбутньому полегшить дидактичний процес в університеті.
Випускник курсу набуде навики до самоосвіти і самовдосконалення,впевнено зможе використовувати отримані знання на практиці.
На основі базової і додаткової літератури,а також авторських дидактичних матеріалів учасники курсу отримають навики:
- граматика польської мови;
- чотири мовні навики: аудіювання, читання, говоріння і письмо польською мовою;
- обрані теми в області культури, літератури і історії Польщі, в тому числі основні історичні події, географія Польщі, легенди і звичаї, польські традиції, відомі поляки і інше;
- спеціалістичнанауково-технічна мова;
- математика, фізика і основи електротехніки.

## Університетські підрозділи Люблінської Політехніки
- Центр науково-технічної інформації
- Докторська школа
- Бюро промоції і інформації
- Університетське бюро проєктів
- Бюро кар'єри і співпраці з суспільно-економічним середовищем
- Бюро з міжнародного співробітництва
- Бюро патентного речника
- Інформатичний центр
- Центр інновацій і трансферу технологій
- Бібліотека
- Центр іноземних мов
- Центр фізичного виховання і спорту

#### Центр науково-технічної інформації (Бібліотека)
Завданням бібліотеки є створення дослідницького та навчального простору, адаптованого до потреб студентів та науково-викладацького складу університету.
Бібліотека громадить польську і закордону технічну літературу в друкованому та цифровому форматі. Студенти і працівники університету маюти доступ до наукової літератури, скриптів, підручників, інформаційних видавництв в галузі технічних наук і наближених до них, загальні, наукові і професійні часописи. Також є зможливість користуватися засобами з області нормалізації, патентів і погоджень на будівництво.
В комп’ютерній мережі Люблінської Політехніки доступні також бази повночасових цифрових часописів, бібліографічні бази, бази даних в відкритому доступі та електронні книги. Число електроних баз даних з кожним роком зростає. Засоби цифрової бібліотеки Люблінської Політехніки входять поточні та архівні монографії та посібники університету, галузеві стандарти та патентні описи, документи, що стосуються університету, а також історія науки і техніки в регіоні. Особи, що мають профіль в бібліотеці після входу можуть користуватися з усіх засобів, також з дому.
На сайті ЦНТІ міститься також багато функційний пошуковик і пошуковик часописів InfonaNet - це засоби, що дозволяють на швидкий доступ до потрібної наукової літератури, що є в засобах бібліотеки, в відритому інтернеті і в базах даних.
E-читальня систематизує різні сервіси в одному місці. Бібліотечний комп’ютерний каталог містить описи засобів і дозволяє замовити резервацію і її продовження в режимі онлайн.
Бібліотечні засоби доступні в довільних годинах в чотирьох спеціалістичних бібліотеках на факультетах і центральній бібліотеці, що знаходиться в будинку Центру інновацій і передових технологій. В загальному читальному залі є також художня література і настільні ігри. Бібліотека має місця для індивідуальної праці і праці в групі. В Центрі науково-технічної інформації ЛП організовуються і проводяться дидактичні заняття для студентів, а також семінари. Відбуваються також вечори настільних ігор і авторські вечори. Простір Центру науково-технічної інформації використовується для галерей. (www.biblioteka.pollub.pl)

#### Бюро кар'єри і співпраці з суспільно-економічним середовищем
Бюро кар’єри і співпраці з суспільно-економічним середовищем - це підрозділ, який надає інформацію про ринок праці, преференції і вимоги працедавців і місце, де знаходяться найважливіші і найсвіжіші інформації про діючі в регіоні фірми, кваліфікаційні процедури і рекрутаційні плани.
Збирає пропозиції працевлаштування, практики, стажування. Товаришує студентам і випускникам при виборі професійного самовизначення і проводять індивідуальні консультації та групові семінари з планування кар’єри.
Циклічно організовує такі заходи:
- Ярмарок праці, зустрічі з роботодавцями;
- Літня школа кар’єри (семінари);

Завдання Бюро кар’єри і співпраці з суспільно-економічним середовищем:
- організація семінарів для студентів на тему ринку праці;
- дослідження професійної реалізації випускника;
- співпраця з працедавцями: практика, стажування, працевлаштування;
- організація ярмарків праці.

#### Інформатичний Центр
Інформатичний центр Люблінської Політехніки був створений у 2003 році з метою формування, утримання та розвитку інформатичних систем, які підтримують управління університетом та покращення його інформатичної системи.
До обов’язків Інформатичного центру входить:
- утримання та розширення інфраструктури локальної мережі LAN (для ввімкнених пристроїв на вході до факультетів) при збереженні сумісності з структурами факультетів;
- координування діяльності з впровадження єдиної системи безпровідного доступу до інтернету на кампусі Люблінської Політехніки;
- технічне обслуговування та адаптація мережі в будівлях Центральної Адміністрації і Центру фізичного виховання та спорту (поза будинками факультетів);
- адміністрування сервера pollub.pl Люблінської Політехніки у сфері поштових послуг;
- обслуговування головної сторінки Люблінської Політехніки та інформаційних сторінок факультетів і інших університетських підрозділів;
- нагромадження публічних IP-номерів і розподіл їх між окремими підрозділами;
- узгодження купівлі ліцензій на спеціалізоване програмне забезпечення, яке може використовуватися більш ніж одним підрозділом університету, а особливо для програмного забезпечення, яке підвищує безпеку даних;
- впровадження політики захисту даних та інформатичних систем (операційних систем, баз даних тощо);
- проведення занять для працівників у сфері захисту даних та використання ІТ-інструментів;
- оновлення бази наявних ліцензій, програмного забезпечення, допомога комп’ютерним користувачам, які належать до Люблінської Політехніки, встановлення ліцензійованого програмного забезпечення.

#### Центр Інновацій і Передових Технологій
Центр інновацій і трансферу технологій Люблінської Політехніки (ЦІіТТ ЛП) є загальноуніверситетським підрозділом, відповідальним за співпрацю університету з соціально-економічним середовищем, зокрема з підприємствами. Консультанти
ЦІіТТ ЛП допомагають працівникам Люблінської Політехніки в налагодженні співпраці з особами зацікавленими у впровадженні результатів своїх досліджень, також забезпечують належне проведення процесу комерціалізації.
Багатолітня участь працівників ЦІіТТ ЛП в міжнародних проектах у сфері підтримки підприємств (наприклад Enterprise Europe Network) сприяє успіху міжнародного трансферу технологій та інтернаціоналізації підприємств, які користуються послугами Центру.
Найважливіші послуги ЦІіТТ ЛП: обслуговування комерціалізації результатів наукових досліджень, вираження думки про інноваційність з метою отримання дофінансування, консультації у сфері підготовки науково-дослідних проектів у науково-промислових
консорціумах, інформаційно-консультативні послуги в галузі передачі технології, прав інтелектуальної власності та інтернаціоналізації підприємств.
Завдяки діяльності на пограниччі науки та бізнесу, ЦІіТТ ЛП поєднує в собі функції університетського підрозділу, відповідального за комерціалізацію результатів наукових досліджень та установи з оточення бізнесу, яка підтримує приватні підприємства.

#### Центр інновацій і трансферу технологій
Центр інновацій і трансферу технологій Люблінської Політехніки (ЦІіТТ ЛП) є загальноуніверситетським підрозділом, відповідальним за співпрацю університету з соціально-економічним середовищем, зокрема з підприємствами.
Консультанти ЦІіТТ ЛП допомагають працівникам Люблінської Політехніки в налагодженні співпраці з особами зацікавленими у впровадженні результатів своїх досліджень, також забезпечують належне проведення процесу комерціалізації.
Багатолітня участь працівників ЦІіТТ ЛП в міжнародних проектах у сфері підтримки підприємств (наприклад Enterprise Europe Network) сприяє успіху міжнародного трансферу технологій та інтернаціоналізації підприємств, які користуютьсяпослугами Центру.
Найважливіші послуги ЦІіТТ ЛП:
- обслуговування комерціалізації результатів наукових досліджень;
- вираження думки про інноваційність з метою отримання дофінансування;
- консультації у сфері підготовки науково-дослідних проектів у науково-промислових консорціумах,
- інформаційно-консультативні послуги в галузі передачі технології, прав інтелектуальної власності та інтернаціоналізації підприємств.

Завдяки діяльності на пограниччі науки та бізнесу, ЦІіТТ ЛП поєднує в собі функції університетського підрозділу, відповідального за комерціалізацію результатів наукових досліджень та установи з оточення бізнесу, яка підтримує приватні підприємства.

## Центр іноземних мов
В Центрі іноземних мов Люблінської Політехніки працює 30 лекторів, які проводять заняття англійською, німецькою, російською та іспанською мовами. Для студентів, які навчаються в Люблінській Політехніці за програмою Erasmus+ та іноземців, які
розпочинають навчання в ЛП Центр проводить курс польської мови. Центр намагається відстежувати останні досягнення в області методики викладання і навчання іноземних мов для задоволення потреб студентів і університету в зазначених галузях. Центр має лабораторії, які оснащені комп’ютерним обладнанням необхідним для проведення іспитів он-лайн, проводимть заняття з використанням мультимедійних матеріалів, це дозволяє працювати зі студентами за допомогою методу blended-learning. Працівники Центру використовують найновіші технологічні досягнення: комп’ютери, мультимедійні проектори та інтерактивні дошки.
В 1999 році Центр отримав акредитацію Екзаменаційного Центру LCCI IQ from EDI і проводить професійні іспити з англійської мови.
У 2012 році Центр зайняв друге місце в рейтингу найбільш активних центрів LCCI IQ. На початку 2012/2013 навчального року Центр був нагороджений Certificate of Excellence.
З 2006 року Центр, яко Акредитований Екзаменаційний Центр ETS проводить іспити з англійської мови: TOEFL®, TOEFL® Junior, TOEIC®Listening & Reading oraz TOEIC®Speaking & Writing, TOEIC Bridge TM; з німецької мови: WiDaF®, WiDaFBasic®; з французької: TFITM. У 2010 році Центр отримав нагороду ETS Professional Exam Centre.
У 2013 році Центр став першим Акредитованим Екзаменаційним Центром Mondiale Testing для проведення іспитів MONDIALE Technical English і MONDIALE Fachsprachentest Deutsch.
В липня 2017 року Центр іноземних мов отримав ліцензію на проведення сертифікованих іспитів TELC з англійської, німецької і польської мов на рівні В1 і В2.
З 2018 році Центр іноземних мов Люблінської Політехніки є єдинимим екзаменаційним осередком TOEIC® в Люблінському регіоні і одним з 10 в Польщі.
Тут бажаючі проходять підготовчі курси для здачі вище перерахованих екзаменів, курс технічної іноземної мови, спеціалізовані курси (наприклад курс англійської мови для військовослужбовців).  На сьогоднішній день сертифікати Центру отримало понад 4500 осіб.

## Центр Програми Східного Партнерства
Історія ЦПСП розпочалась в 2012 році, коли ректор Люблінської Політехніки проф. Пйотр Кацейко ухвалив рішення про призначення уповноваженого у справах Програми Східного Партнерства проф. Вальдемара Вуйціка та довірив директору Програми Східного Партнерства інж. Веславу Сікорі завдання опрацювати стратегію Люблінської Політехніки на Україні. З того часу триває активна промоція Люблінської Політехніки на території України і Білорусі - після візитів в багатьох українських університетах було підписано багато нових договорів про співпрацю і реалізацію програми Подвійного диплому, обміну в рамках Erasmus+ та спільні дослідницькі проекти. Для встановлення партнерських контактів проводилися зустрічі в Генеральних Консульствах Польщі, промоційні виїзди до полонійних осередків та організацій в Україні, візити в школах з навчанням польською мовою та центрах польської мови і культури, участь в освітніх ярмарках.
ЦПСП спільно із Центром Іноземних Мов організували платний курс польської мови перед початком навчального року. На сьогоднішній день головними завданнями ЦПСП є промоція і рекрутація кандидатів іноземців на навчання І і ІІ ступеня з країн
Східного Партнерства (перш за все з України і Білорусі).
Реалізуються вони таким чином:
- участь в щорічних освітніх ярмарках;
- співпраця з закордонними партнерськими університетами;
- співпраця з рекрутаційно-освітніми організаціями;
- інтеграційно-адаптаційні заходи направлені до студентів іноземців.
- Більше тут: Facebook:https://www.facebook.com/uapollub; Telegram: cppw_pollub; Instagram: cppw_pollub

## Кампус Люблінської Політехніки

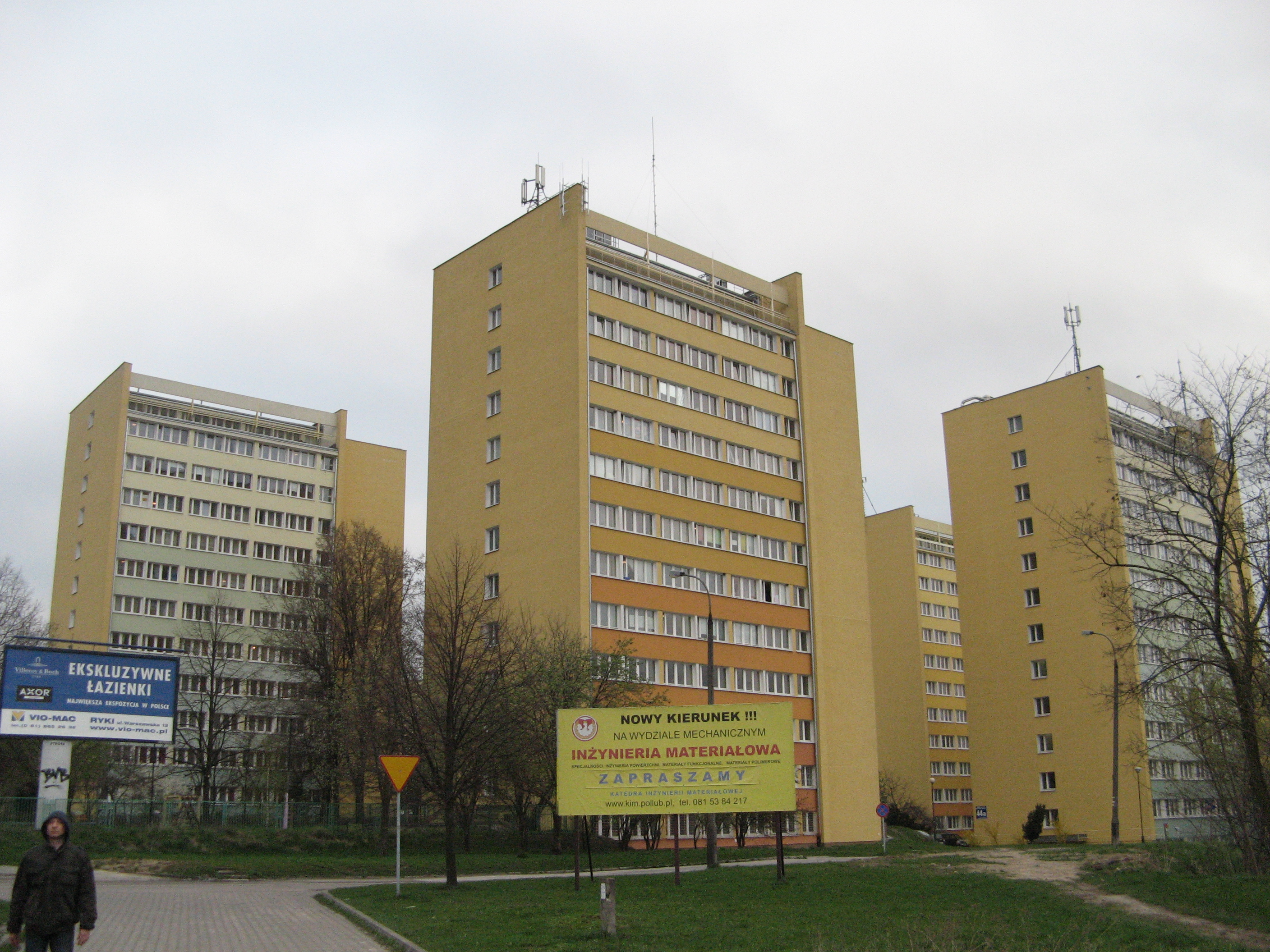
Гуртожитки

Кампус Люблінської Політехніки (студентське містечко) зосереджений на одній земельній ділянці розміром приблизно 14 гектарів землі, що знаходиться близько центру Любліна (15 хвилин пішки)
Кампус складається з:
- 4 гуртожитків;
- 12 дидактичних корпусів;
- 3 адміністраційні будинки;
- 3 - спортивні об'єкти;
- на території знаходиться університетська їдальня, а на факультетах міні-кафе;
- добре транспортне сполучення з містом  - міський транспорт;
- пункт-зупинка міського велосипеду.

## Студентське життя
При Люблінській Політехніці функціонують студентські організації, такі як: 
- Студентське самоврядування Люблінської Політехніки (https://www.facebook.com/SamorzadPL)
- Журнал Студентів Люблінської Політехніки «Плагіат»
- Студентська Фотографічна Агенція (https://www.facebook.com/safpol [Архівовано 2 грудня 2018 у Wayback Machine.])
- Телебачення Pollub.tv (https://www.facebook.com/pollub.tv [Архівовано 24 грудня 2014 у Wayback Machine.])
- Erasmus Student Network Lublin University of Technology - ESN LUT(https://www.facebook.com/esn.lut.lublin)
- Наукові кола: http://www.pollub.pl/pl/studenci/kola-naukowe [Архівовано 28 січня 2021 у Wayback Machine.]

При університеті працюють також такі заклади:
- Хор Люблінської Політехніки (https://www.facebook.com/chorpl)
- Народний колектив Пісні і Танцю Люблінської Політехніки (https://www.facebook.com/ZPiTPL)
- Колектив спортивно-бальних танців Люблінської Політехніки «ҐАМЗА» (https://www.facebook.com/FTTPLGAMZA)
- Група Сучасного Танцю Люблінської Політехніки
- Музичні гурти («Głośne szepty» - https://www.facebook.com/glosneszepty)
- Активно діють такі спортивні клуби:
  - Академічний спортивний клуб - AZS PL (https://www.facebook.com/KUAZSPL, http://www.azs.pollub.pl/ [Архівовано 26 лютого 2021 у Wayback Machine.]
  - Яхт-клуб Люблінської Політехніки (https://www.facebook.com/YachtClubPL)
  - Академіцька легія (http://www.pollub.pl/pl/studenci/legia-akademicka [Архівовано 17 жовтня 2020 у Wayback Machine.])